# Capnia triangulipennis
Capnia triangulipennis är en bäcksländeart som beskrevs av Jewett 1975. Capnia triangulipennis ingår i släktet Capnia och familjen småbäcksländor. Inga underarter finns listade i Catalogue of Life.